# Abdiel-Klasse
Die Abdiel-Klasse war eine Klasse von sechs schweren Minenlegern der britischen Marine, die von 1941 bis 1972 in Dienst stand.

## Geschichte
Noch vor dem Ausbruch des Zweiten Weltkriegs erhielten vier Werften Aufträge für je einen der neuen schnellen Minenleger, die gelegentlich auch als Minenkreuzer bezeichnet wurden. Die Schiffe sollten mit hoher Geschwindigkeit Minensperren nahe feindlicher Häfen legen können. Von der Länge und der Maschinenleistung fast wie Leichte Kreuzer entsprach ihre Bewaffnung kaum der eines Flottenzerstörers – die in See haltbare Dauergeschwindigkeit war jedoch wesentlich höher als die von Kreuzern und Zerstörern.

Der seit 1937 intensiv geplante Typ sollte am Ende 2650 ts verdrängen. Der Glattdecktyp umfasste ein Schutzdeck für die vorgesehenen 150 Minen, die hinter den Maschinen auf vier Gleispaaren nebeneinander standen. Nur die beiden äußeren Gleise reichten noch weiter nach vorn bis in den Bereich der Wohnräume.

Die Hauptartilleriebewaffnung sollte schließlich aus drei 102-mm-Zwillingsgeschützen vom Typ Mk.XVI bestehen. Diese leichteren Waffen gegenüber der üblichen Zerstörerbewaffnung sollte die Möglichkeiten der Flugzeugabwehr verbessern. Insbesondere die bei den zuletzt bestellten Flottenzerstörern (Tribal-Klasse, J- und K-Klasse) vorgesehenen 120-mm-Mk.XII-Geschütze hatten, bedingt durch die geringe Erhöhungsmöglichkeit, einen sehr geringen Feuerbereich gegen angreifende Flugzeuge. Dass die Angreifer immer schneller wurden, verkürzte zudem die mögliche Reaktionszeit weiter. So wurde der Plan, zwei dieser Zwillingsgeschütze einzubauen, aufgegeben und stattdessen drei 102-mm-L/L45-Mk-XVI-Zwillings-Geschütze eingeplant. Deren größere Erhöhungsmöglichkeiten und höhere Feuergeschwindigkeit gaben erheblich bessere Abwehrmöglichkeiten. Die zeitweise erwogene Aufstellung von zwei dieser Geschütze nach hinten wurde schnell aufgegeben, da die historische Verfolgung durch Überwasserschiffe nicht das Hauptproblem moderner Einheiten war. Gefährlichster Gegner von Kriegsschiffen nahe der Küste des Feindes waren inzwischen über See operierende Landflugzeuge.
Für den Nahbereich komplettierten ein 2pdr-Flugabwehr-„pompom“-Vierling, der hoch hinter den Schornsteinen aufgestellt war und einen großen Feuerbereich besaß, und zwei schwere 0,5-inch-Vickers-Vierlings-MG an den Brückenenden die Bewaffnung. Es konnten zur U-Boot-Abwehr auch noch 15 Wasserbomben mitgeführt werden.

## Einheiten
| Name                           | Bauwerft                   | Kiellegung        | Stapellauf        | Indienststellung | Verbleib                                                          |
| 1938 Gruppe                    | 1938 Gruppe                | 1938 Gruppe       | 1938 Gruppe       | 1938 Gruppe      | 1938 Gruppe                                                       |
| ------------------------------ | -------------------------- | ----------------- | ----------------- | ---------------- | ----------------------------------------------------------------- |
| Abdiel                         | J. Samuel White            | 23. März 1939     | 23. April 1940    | 15. April 1941   | Am 10. September 1943 in Tarent gesunken, 168 Tote                |
| Manxman                        | Alexander Stephen and Sons | 24. März 1939     | 5. September 1940 | 21. Juni 1941    | Nach Brand 1972 abgebrochen                                       |
| Latona                         | Thornycroft                | 4. April 1939     | 22. August 1940   | 4. Mai 1941      | Am 25. Oktober 1941 vor Bardia nach Luftangriff gesunken, 27 Tote |
| Welshman                       | Hawthorn Leslie            | 8. Juni 1939      | 4. September 1940 | 25. August 1941  | Am 1. Februar 1943 östlich Tobruk durch U 617 versenkt, 155 Tote  |
| War Emergency Programme-Gruppe |                            |                   |                   |                  |                                                                   |
| Apollo                         | Hawthorn Leslie            | 10. Oktober 1941  | 5. April 1943     | 12. Februar 1944 | 1960 Abbruch                                                      |
| Ariadne                        | Stephens                   | 15. November 1941 | 16. Februar 1943  | 9. Oktober 1943  | 1963 Abbruch                                                      |

## Ähnliche Schiffe
- Gryf – polnischer Minenleger